# Bobby Foster
Robert Foster (19 tháng 7 năm 1929 – 2006) là một cầu thủ bóng đá người Anh thi đấu ở Football League cho Chesterfield, Preston North End và Rotherham United.